# Buddh International Circuit
Buddh International Circuit je indický závodní okruh, který se nachází v Greater Noida v Indii. Okruh dostal jméno podle Gautama Buddha. Oficiální otevření proběhlo 18. října 2011. Délka okruhu je 5,125 km a navržen byl německým architektem a závodníkem Hermannem Tilkem.
Třikrát zde proběhla Grand Prix Indie formule 1, která se poprvé konala v říjnu 2011. Pro sezónu 2014 bylo však její konání pozastaveno a následně úplně zrušeno kvůli daňovému sporu s vládou.
V roce 2023 se jel závod mistrovství světa silničních motocyklů (MotoGP).

## Formule 1
| No. | Rok  | Jezdec           | Konstruktér | Motor   | Pneu | Čas           | Délka kola | Počet kol | Rychlost     | Datum     |
| --- | ---- | ---------------- | ----------- | ------- | ---- | ------------- | ---------- | --------- | ------------ | --------- |
| 1   | 2011 | Sebastian Vettel | Red Bull    | Renault | P    | 1:30:35,002 h | 5,125 km   | 60        | 204,157 km/h | 30. říjen |
| 2   | 2012 | Sebastian Vettel | Red Bull    | Renault | P    | 1:31:10,744 h | 5,125 km   | 60        | 202,842 km/h | 28. říjen |
| 3   | 2013 | Sebastian Vettel | Red Bull    | Renault | P    | 1:31:12,187 h | 5,125 km   | 60        | 202,296 km/h | 27. říjen |